# Sandefjord Fotball 2017
Questa voce raccoglie le informazioni riguardanti il Sandefjord Fotball nelle competizioni ufficiali della stagione 2017.

## Stagione
A seguito del 2º posto nella 1. divisjon 2016 ed alla conseguente promozione, il Sandefjord è stato chiamato ad affrontare il campionato di Eliteserien, oltre al Norgesmesterskapet. Il 19 dicembre è stato compilato il calendario del nuovo campionato, che alla 1ª giornata avrebbe visto la squadra andare a far visita al Lillestrøm, nel weekend dell'1-3 aprile 2016.
Il 7 aprile è stato sorteggiato il primo turno del Norgesmesterskapet 2017: il Sandefjord avrebbe fatto visita al Flint. Superato questo ostacolo, il Sandefjord è stato eliminato al secondo turno della manifestazione a causa della sconfitta patita contro l'Ørn-Horten.
Il Sandefjord ha chiuso l'annata al 13º posto.

## Maglie e sponsor
Lo sponsor tecnico per la stagione 2017 è stato Macron, mentre lo sponsor ufficiale è stato Jǫtunn. La divisa casalinga era completamente blu, con rifiniture bianche. Quella da trasferta era invece totalmente rossa.
| Casa | Trasferta |

## Rosa
| N. |                     | Ruolo | Calciatore            |
| -- | ------------------- | ----- | --------------------- |
| 1  | Islanda (bandiera)  | P     | Ingvar Jónsson        |
| 2  | Norvegia (bandiera) | D     | Lars Grorud           |
| 3  | Senegal (bandiera)  | D     | Abdoulaye Seck        |
| 4  | Norvegia (bandiera) | D     | Christer Hansen       |
| 5  | Norvegia (bandiera) | D     | Alexander Gabrielsen  |
| 6  | Spagna (bandiera)   | C     | Pau Morer             |
| 7  | Uruguay (bandiera)  | A     | Facundo Rodríguez     |
| 7  | Norvegia (bandiera) | C     | Thomas Kind Bendiksen |
| 8  | Norvegia (bandiera) | C     | Erik Mjelde           |
| 9  | Norvegia (bandiera) | C     | Håvard Storbæk        |
| 10 | Uruguay (bandiera)  | C     | Carlos Grossmüller    |
| 10 | Ungheria (bandiera) | A     | Péter Kovács          |
| 11 | Kosovo (bandiera)   | A     | Flamur Kastrati       |
| 12 | Norvegia (bandiera) | P     | Øystein Øvretveit     |

| N. |                        | Ruolo | Calciatore            |
| -- | ---------------------- | ----- | --------------------- |
| 13 | Norvegia (bandiera)    | A     | Markus Naglestad      |
| 14 | Paesi Bassi (bandiera) | D     | Crescendo van Berkel  |
| 14 | Inghilterra (bandiera) | D     | Elliot Kebbie         |
| 15 | Spagna (bandiera)      | C     | Enric Vallés          |
| 16 | Senegal (bandiera)     | D     | El-Hadji Gana Kane    |
| 17 | Norvegia (bandiera)    | D     | Joackim Olsen Solberg |
| 18 | Svezia (bandiera)      | C     | William Kurtović      |
| 19 | Senegal (bandiera)     | D     | Victor Demba Bindia   |
| 20 | Norvegia (bandiera)    | D     | Kevin Jablinski       |
| 21 | Norvegia (bandiera)    | A     | Håkon Lorentzen       |
| 22 | Norvegia (bandiera)    | C     | Andre Sødlund         |
| 23 | Norvegia (bandiera)    | C     | Mats Holt             |
| 30 | Norvegia (bandiera)    | C     | Ole Breistøl          |
| 37 | Norvegia (bandiera)    | P     | Jesper Granlund       |

## Calciomercato

### Sessione invernale(dal 01/01 al 31/03)
| Arrivi           | Arrivi                | Arrivi          | Arrivi        |
| R.               | Nome                  | da              | Modalità      |
| ---------------- | --------------------- | --------------- | ------------- |
| P                | Øystein Øvretveit     | Nest-Sotra      | definitivo    |
| D                | El-Hadji Gana Kane    |                 | svincolato    |
| D                | Kevin Jablinski       | Fram Larvik     | definitivo    |
| D                | Elliot Kebbie         |                 | svincolato    |
| D                | Joackim Olsen Solberg |                 | svincolato    |
| C                | Thomas Kind Bendiksen |                 | svincolato    |
| A                | Flamur Kastrati       |                 | svincolato    |
| A                | Markus Naglestad      | Fram Larvik     | definitivo    |
| Altre operazioni |                       |                 |               |
| R.               | Nome                  | da              | Modalità      |
| A                | Martin Torp           | Ullensaker/Kisa | fine prestito |

| Partenze | Partenze           | Partenze        | Partenze      |
| R.       | Nome               | a               | Modalità      |
| -------- | ------------------ | --------------- | ------------- |
| P        | Anders Gundersen   | Strømsgodset    | fine prestito |
| D        | Kjetil Berge       |                 | svincolato    |
| D        | Kevin Larsen       |                 | svincolato    |
| C        | Geir Ludvig Fevang |                 | ritiro        |
| C        | Varg Støvland      | Fram Larvik     | prestito      |
| A        | Leandro Garate     |                 | svincolato    |
| A        | Kjell Rune Sellin  |                 | svincolato    |
| A        | Martin Torp        | Ullensaker/Kisa | definitivo    |

### Tra le due sessioni
| Arrivi | Arrivi | Arrivi | Arrivi   |
| R.     | Nome   | da     | Modalità |
| ------ | ------ | ------ | -------- |

| Partenze | Partenze      | Partenze | Partenze   |
| R.       | Nome          | a        | Modalità   |
| -------- | ------------- | -------- | ---------- |
| D        | Elliot Kebbie |          | svincolato |

### Sessione estiva(dal 20/07 al 16/08)
| Arrivi | Arrivi               | Arrivi  | Arrivi     |
| R.     | Nome                 | da      | Modalità   |
| ------ | -------------------- | ------- | ---------- |
| D      | Crescendo van Berkel |         | svincolato |
| C      | Carlos Grossmüller   | Danubio | prestito   |
| A      | Facundo Rodríguez    | Peñarol | prestito   |

| Partenze | Partenze         | Partenze | Partenze   |
| R.       | Nome             | a        | Modalità   |
| -------- | ---------------- | -------- | ---------- |
| D        | Kevin Jablinski  | Raufoss  | prestito   |
| A        | Péter Kovács     | Arendal  | definitivo |
| A        | Markus Naglestad |          | svincolato |

## Risultati

### Eliteserien

#### Girone di andata
| Arbitro: | Lundby (Bøverbru) |

|                         |           |              |
| Škoda 87’ Melgalvis 90’ | Marcatori | 22’ Kastrati |

| Arbitro: | Døvle (Larvik) |

|  |           |                                           |
|  | Marcatori | 50’ Vilhjálmsson 74’ Bendtner 85’ Helland |

| Arbitro: | Saggi (Drammen) |

|                   |           |                          |
| Tollås Nation 49’ | Marcatori | 37’ (rig.), 73’ Kastrati |

| Arbitro: | Steen (Bergen) |

|                                 |           |  |
| Kastrati 67’ (rig.) Sødlund 78’ | Marcatori |  |

| Arbitro: | Hansen (Feda) |

|           |           |  |
| Nguen 65’ | Marcatori |  |

| Arbitro: | Kjensli (Oslo) |

|                                       |           |                                  |
| Storbæk 34’ Seck 74’ Morer 90’ (rig.) | Marcatori | 67’, 72’ Sigurðarson 77’ Brustad |

| Arbitro: | Saggi (Drammen) |

|  |           |                       |
|  | Marcatori | 69’ Morer 72’ Storbæk |

| Arbitro: | Hobber Nilsen (Oslo) |

|                      |           |  |
| Seck 57’ Sødlund 89’ | Marcatori |  |

| Arbitro: | Hagen (Grue) |

|                                                           |           |  |
| Barmen 5’ Haugen 14’ Orlov 40’ Rólantsson 41’ Jónsson 90’ | Marcatori |  |

| Arbitro: | Saggi (Drammen) |

|                                |           |  |
| Abdellaoue 9’ (rig.) Gyasi 26’ | Marcatori |  |

| Sandefjord 27 maggio 2017, ore 18:00 11ª giornata | Sandefjord     | 0 – 0 referto | Odd | Komplett Arena (3.736 spett.)\| Arbitro: \| Døvle (Larvik) \| |
| Arbitro:                                          | Døvle (Larvik) |               |     |                                                               |

| Arbitro: | Lundby (Bøverbru) |

|                                         |           |                               |
| Ramsland 16’ Koomson 45’ (rig.) Bye 90’ | Marcatori | 15’ (aut.) Wæhler 39’ Sødlund |

| Arbitro: | Eskås (Oslo) |

|          |           |  |
| Seck 44’ | Marcatori |  |

| Arbitro: | Steen (Bergen) |

|                 |           |          |
| Sigurðarson 32’ | Marcatori | 1’ Morer |

| Arbitro: | Saggi (Drammen) |

|                     |           |                          |
| Kastrati 84’ (rig.) | Marcatori | 50’ Kassi 63’ Omoijuanfo |

#### Girone di ritorno
| Arbitro: | Lundby (Bøverbru) |

|                                                                    |           |              |
| Vilhjálmsson 23’ Bendtner 32’ (rig.) Jensen 34’ Hedenstad 38’, 76’ | Marcatori | 85’ Kastrati |

| Arbitro: | Moen (Haugesund) |

|                                          |           |  |
| Mjelde 1’ Olsen Solberg 6’ Lorentzen 69’ | Marcatori |  |

| Arbitro: | Hafsås (Trondheim) |

|              |           |                                              |
| Skogseid 83’ | Marcatori | 17’ Kastrati 74’ Olsen Solberg 90’ Rodríguez |

| Arbitro: | Lundby (Bøverbru) |

|                        |           |               |
| Storbæk 45’ Mjelde 89’ | Marcatori | 48’ Greenidge |

| Arbitro: | Hobber Nilsen (Oslo) |

|             |           |  |
| Hussain 73’ | Marcatori |  |

| Arbitro: | Smehus Kringstad (Oslo) |

|                                          |           |             |
| Grossmüller 18’, 28’ Kastrati 59’ (rig.) | Marcatori | 14’ Guessan |

| Arbitro: | Hobber Nilsen (Oslo) |

|  |           |          |
|  | Marcatori | 27’ Vega |

| Arbitro: | Hagenes (Flaktveit) |

|                              |           |               |
| Amang 14’, 55’ Ellingsen 78’ | Marcatori | 21’ Rodríguez |

| Arbitro: | Kjensli (Oslo) |

|                             |           |  |
| Grossmüller 27’ Sødlund 81’ | Marcatori |  |

| Arbitro: | Hafsås (Trondheim) |

|                       |           |  |
| Ikedi 16’ Ibrahim 83’ | Marcatori |  |

| Arbitro: | Hagenes (Flaktveit) |

|              |           |                                  |
| Kastrati 46’ | Marcatori | 31’ Ulland Andersen 62’ Pedersen |

| Arbitro: | Skjerven (Kaupanger) |

|                                                       |           |  |
| Jørgensen 3’, 48’ Zachariassen 32’, 39’ Halvorsen 64’ | Marcatori |  |

| Arbitro: | Hagen (Grue) |

|                       |           |  |
| Morer 27’ Sødlund 57’ | Marcatori |  |

| Arbitro: | Eskås (Oslo) |

|                                        |           |                       |
| Bamba 10’ Øwre Gjertsen 30’ Økland 72’ | Marcatori | 36’ Kastrati 70’ Kane |

| Arbitro: | Kjensli (Oslo) |

|           |           |                                 |
| Morer 43’ | Marcatori | 24’ Melgalvis 44’, 90’ Krogstad |

### Norgesmesterskapet
| Arbitro: | Gjendemsjø |

|              |           |                        |
| Bratteli 37’ | Marcatori | 53’ Holt 82’ Lorentzen |

| Arbitro: | Aslam |

|                               |           |            |
| Bransdal 54’, 56’ Brovina 87’ | Marcatori | 86’ Kovács |

## Statistiche

### Statistiche di squadra
| Competizione       | Punti | In casa | In casa | In casa | In casa | In casa | In casa | In trasferta | In trasferta | In trasferta | In trasferta | In trasferta | In trasferta | Totale | Totale | Totale | Totale | Totale | Totale | DR  |
| Competizione       | Punti | G       | V       | N       | P       | Gf      | Gs      | G            | V            | N            | P            | Gf           | Gs           | G      | V      | N      | P      | Gf     | Gs     | DR  |
| ------------------ | ----- | ------- | ------- | ------- | ------- | ------- | ------- | ------------ | ------------ | ------------ | ------------ | ------------ | ------------ | ------ | ------ | ------ | ------ | ------ | ------ | --- |
| Eliteserien        | 36    | 15      | 8       | 2       | 5       | 23      | 16      | 15           | 3            | 1            | 11           | 15           | 35           | 30     | 11     | 3      | 16     | 38     | 51     | -13 |
| Norgesmesterskapet | -     | 0       | 0       | 0       | 0       | 0       | 0       | 2            | 1            | 0            | 1            | 3            | 4            | 2      | 1      | 0      | 1      | 3      | 4      | -1  |
| Totale             | -     | 15      | 8       | 2       | 5       | 23      | 16      | 17           | 4            | 1            | 12           | 18           | 39           | 32     | 12     | 3      | 17     | 41     | 55     | -14 |

### Andamento in campionato
| Giornata  | 1  | 2  | 3  | 4 | 5  | 6  | 7 | 8 | 9 | 10 | 11 | 12 | 13 | 14 | 15 | 16 | 17 | 18 | 19 | 20 | 21 | 22 | 23 | 24 | 25 | 26 | 27 | 28 | 29 | 30 |
| --------- | -- | -- | -- | - | -- | -- | - | - | - | -- | -- | -- | -- | -- | -- | -- | -- | -- | -- | -- | -- | -- | -- | -- | -- | -- | -- | -- | -- | -- |
| Luogo     | T  | C  | T  | C | T  | C  | T | C | T | T  | C  | T  | C  | T  | C  | T  | C  | T  | C  | T  | C  | C  | T  | C  | T  | C  | T  | C  | T  | C  |
| Risultato | P  | P  | V  | V | P  | N  | V | V | P | P  | N  | P  | V  | N  | P  | P  | V  | V  | V  | P  | V  | P  | P  | V  | P  | P  | P  | V  | P  | P  |
| Posizione | 10 | 16 | 13 | 8 | 10 | 10 | 9 | 6 | 8 | 10 | 9  | 12 | 11 | 9  | 12 | 13 | 11 | 9  | 6  | 9  | 6  | 7  | 9  | 8  | 10 | 10 | 11 | 10 | 12 | 13 |

Fonte:  Eliteserien 2017, su altomfotball.no, Altomfotball.
Legenda:

Luogo: C = Casa; T = Trasferta. Risultato: V = Vittoria; N = Pareggio; P = Sconfitta.

### Statistiche dei giocatori
| Giocatore         | Eliteserien | Eliteserien | Eliteserien | Eliteserien | Norgesmesterskapet | Norgesmesterskapet | Norgesmesterskapet | Norgesmesterskapet | Coppe europee | Coppe europee | Coppe europee | Coppe europee | Altre coppe | Altre coppe | Altre coppe | Altre coppe | Totale   | Totale | Totale      | Totale     |
| Giocatore         | Presenze    | Reti        | Ammonizioni | Espulsioni  | Presenze           | Reti               | Ammonizioni        | Espulsioni         | Presenze      | Reti          | Ammonizioni   | Espulsioni    | Presenze    | Reti        | Ammonizioni | Espulsioni  | Presenze | Reti   | Ammonizioni | Espulsioni |
| ----------------- | ----------- | ----------- | ----------- | ----------- | ------------------ | ------------------ | ------------------ | ------------------ | ------------- | ------------- | ------------- | ------------- | ----------- | ----------- | ----------- | ----------- | -------- | ------ | ----------- | ---------- |
| C. van Berkel     | 9           | 0           | 3           | 0           | -                  | -                  | -                  | -                  |               |               |               |               |             |             |             |             | 9        | 0      | 3           | 0          |
| V. Bindia         | 27          | 0           | 4           | 2           | 0                  | 0                  | 0                  | 0                  |               |               |               |               |             |             |             |             | 27       | 0      | 4           | 2          |
| O. Breistøl       | 2           | 0           | 0           | 0           | 1                  | 0                  | 0                  | 0                  |               |               |               |               |             |             |             |             | 3        | 0      | 0           | 0          |
| A. Gabrielsen     | 5           | 0           | 0           | 0           | 2                  | 0                  | 0                  | 0                  |               |               |               |               |             |             |             |             | 7        | 0      | 0           | 0          |
| J. Granlund       | 0           | -0          | 0           | 0           | 0                  | -0                 | 0                  | 0                  |               |               |               |               |             |             |             |             | 0        | 0      | 0           | 0          |
| E. Gana Kane      | 21          | 1           | 4           | 0           | 1                  | 0                  | 0                  | 0                  |               |               |               |               |             |             |             |             | 22       | 1      | 4           | 0          |
| L. Grorud         | 11          | 0           | 0           | 0           | 0                  | 0                  | 0                  | 0                  |               |               |               |               |             |             |             |             | 11       | 0      | 0           | 0          |
| C. Grossmüller    | 12          | 3           | 1           | 0           | -                  | -                  | -                  | -                  |               |               |               |               |             |             |             |             | 12       | 3      | 1           | 0          |
| C. Hansen         | 29          | 0           | 5           | 1           | 0                  | 0                  | 0                  | 0                  |               |               |               |               |             |             |             |             | 29       | 0      | 5           | 1          |
| M. Holt           | 1           | 0           | 0           | 0           | 2                  | 1                  | 0                  | 0                  |               |               |               |               |             |             |             |             | 3        | 1      | 0           | 0          |
| K. Jablinski      | 0           | 0           | 0           | 0           | 1                  | 0                  | 0                  | 0                  |               |               |               |               |             |             |             |             | 1        | 0      | 0           | 0          |
| I. Jónsson        | 30          | -49         | 2           | 0           | 0                  | -0                 | 0                  | 0                  |               |               |               |               |             |             |             |             | 30       | -49    | 2           | 0          |
| F. Kastrati       | 26          | 10          | 7           | 0           | 1                  | 0                  | 1                  | 0                  |               |               |               |               |             |             |             |             | 27       | 10     | 8           | 0          |
| E. Kebbie         | 8           | 0           | 0           | 0           | 1                  | 0                  | 0                  | 0                  |               |               |               |               |             |             |             |             | 9        | 0      | 0           | 0          |
| T. Kind Bendiksen | 0           | 0           | 0           | 0           | 0                  | 0                  | 0                  | 0                  |               |               |               |               |             |             |             |             | 0        | 0      | 0           | 0          |
| P. Kovács         | 2           | 0           | 0           | 0           | 2                  | 1                  | 0                  | 0                  |               |               |               |               |             |             |             |             | 4        | 1      | 0           | 0          |
| W. Kurtović       | 19          | 0           | 4           | 0           | 1                  | 0                  | 0                  | 0                  |               |               |               |               |             |             |             |             | 20       | 0      | 4           | 0          |
| H. Lorentzen      | 7           | 1           | 0           | 0           | 2                  | 1                  | 0                  | 0                  |               |               |               |               |             |             |             |             | 9        | 2      | 0           | 0          |
| E. Mjelde         | 17          | 2           | 0           | 0           | 1                  | 0                  | 0                  | 0                  |               |               |               |               |             |             |             |             | 18       | 2      | 0           | 0          |
| P. Morer          | 28          | 5           | 5           | 0           | 2                  | 0                  | 0                  | 0                  |               |               |               |               |             |             |             |             | 30       | 5      | 5           | 0          |
| M. Naglestad      | 6           | 0           | 0           | 0           | 1                  | 0                  | 0                  | 0                  |               |               |               |               |             |             |             |             | 7        | 0      | 0           | 0          |
| J. Olsen Solberg  | 27          | 2           | 4           | 0           | 0                  | 0                  | 0                  | 0                  |               |               |               |               |             |             |             |             | 27       | 2      | 4           | 0          |
| Ø. Øvretveit      | 1           | -2          | 0           | 0           | 2                  | -4                 | 0                  | 0                  |               |               |               |               |             |             |             |             | 3        | -6     | 0           | 0          |
| F. Rodríguez      | 7           | 2           | 1           | 0           | -                  | -                  | -                  | -                  |               |               |               |               |             |             |             |             | 7        | 2      | 1           | 0          |
| A. Seck           | 28          | 3           | 3           | 0           | 2                  | 0                  | 0                  | 0                  |               |               |               |               |             |             |             |             | 30       | 3      | 3           | 0          |
| A. Sødlund        | 29          | 5           | 1           | 0           | 1                  | 0                  | 0                  | 0                  |               |               |               |               |             |             |             |             | 30       | 5      | 1           | 0          |
| H. Storbæk        | 27          | 3           | 4           | 0           | 1                  | 0                  | 0                  | 0                  |               |               |               |               |             |             |             |             | 28       | 3      | 4           | 0          |
| E. Vallés         | 26          | 0           | 4           | 0           | 0                  | 0                  | 0                  | 0                  |               |               |               |               |             |             |             |             | 26       | 0      | 4           | 0          |